# ŠKF Sereď
Der Športový Klub Futbalu Sereď, kurz ŠKF Sereď, ist ein Fußballverein aus Sereď, Slowakei.

## Geschichte
Der erste Fußballklub in Sereď wurde 1914 gegründet als Sereďský športový klub.

## Vereinsnamen
- 1914: Sereďský športový klub
- 1950: TJ Slavoj Sereď
- 1966: TJ Hutník Sereď
- 19??: ŠKF Sereď
- 2018: ŠKF iClinic Sereď

## Erfolge
- 2. Liga
  -  Gewinner(1): 2017–18 ( ▲)

## Statistik
| Saisons | Div. | Līga         | Platz | web   |
| ------- | ---- | ------------ | ----- | ----- |
| 2014/15 | 2.   | 2. Liga      | 10.   | [ 2 ] |
| 2015/16 | 2.   | 2. Liga      | 10.   | [ 3 ] |
| 2016/17 | 2.   | 2. Liga      | 6.    | [ 4 ] |
| 2017/18 | 2.   | 2. Liga      | 1.    | [ 5 ] |
| 2018/19 | 1.   | Fortuna liga | 6.    | [ 6 ] |
| 2019/20 | 1.   | Fortuna liga | 9.    | [ 7 ] |
| 2020/21 | 1.   | Fortuna liga | 7.    | [ 8 ] |
| 2021/22 | 1.   | Fortuna liga | 5.    | [ 9 ] |

## Trainer
- Tibor Meszlényi (2014–2016)
- Marián Süttö (2016–2017)
- Maroš Šarmír (2017–2018)
- Michal Gašparík (2018–)
- Karel Stromšík (2018–2019)
- Slavče Vojneski (2019)
- Roland Praj (2019–2020)
- Peter Lérant (2020–)

## Spieler
- Tomás Dabó
- Dejan Iliev
- Ľubomír Michalík
- Vahagn Militosyan
- Dejan Peševski
- Peter Petráš
- Kathon St. Hillaire
- Štefan Senecký
- Dino Špehar (2019–)
- Aleksandar Vucenovic (2020–)